# Methuselah Mouse Prize
De Methuselah Mouse Prize of M-prize is een serie prijzen ter bevordering van wetenschappelijk onderzoek naar het tegengaan van het verouderingsproces bij de mens. De prijzenpot wordt voortdurend aangevuld door de initiatiefnemer, de Amerikaanse Methuselah Foundation, een vrijwilligersorganisatie zonder winstoogmerk die verder ook public relations werk verricht om de belangstelling voor het anti-verouderingsonderzoek te vergroten.
De prijs wordt uitgereikt aan wetenschappers die erin slagen de levensduur van een muis aanzienlijk te verlengen. Net als de gelijknamige stichting is de prijs genoemd naar Metusalem, een Bijbelse aartsvader die bijna een millennium lang geleefd zou hebben. De Britse biogerontoloog Aubrey de Grey en David Gobel stonden aan de basis van de stichting. 